# Bachvistsqali
Bachvistsqali (georgiska: ბახვისწყალი) är ett vattendrag i Georgien. Det ligger i regionen Gurien, i den västra delen av landet.